# Connor McLennan
Connor McLennan (Peterhead, 5 ottobre 1999) è un calciatore scozzese, attaccante dell'Ayr Utd.

## Carriera

### Club
Ha giocato nella prima divisione scozzese.

### Nazionale
Ha giocato nelle nazionali giovanili scozzesi Under-16, Under-17, Under-20 ed Under-21.

## Statistiche

### Presenze e reti nei club
Statistiche aggiornate al 12 febbraio 2019.
| Stagione            | Club                | Campionato          | Campionato | Campionato | Coppe nazionali | Coppe nazionali | Coppe nazionali | Coppe continentali | Coppe continentali | Coppe continentali | Altre coppe | Altre coppe | Altre coppe | Totale | Totale |
| Stagione            | Club                | Comp                | Pres       | Reti       | Comp            | Pres            | Reti            | Comp               | Pres               | Reti               | Comp        | Pres        | Reti        | Pres   | Reti   |
| ------------------- | ------------------- | ------------------- | ---------- | ---------- | --------------- | --------------- | --------------- | ------------------ | ------------------ | ------------------ | ----------- | ----------- | ----------- | ------ | ------ |
| 2015-2016           | Aberdeen            | SP                  | 1          | 0          | SC+CdL          | 0               | 0               | -                  | -                  | -                  | -           | -           | -           | 1      | 0      |
| 2016-gen. 2017      | Aberdeen            | SP                  | 0          | 0          | SC+CdL          | 0               | 0               | -                  | -                  | -                  | -           | -           | -           | 0      | 0      |
| gen.-giu. 2017      | Brechin City        | SL1                 | 1          | 0          | -               | -               | -               | -                  | -                  | -                  | -           | -           | -           | 1      | 0      |
| 2017-2018           | Brechin City        | SC                  | 15         | 2          | -               | -               | -               | -                  | -                  | -                  | -           | -           | -           | 15     | 2      |
| Totale Brechin City | Totale Brechin City | Totale Brechin City | 16         | 2          |                 | -               | -               |                    | -                  | -                  |             | -           | -           | 16     | 2      |
| 2018-2019           | Aberdeen            | SP                  | 21         | 3          | SC+CdL          | 4+2             | 1+0             | -                  | -                  | -                  | -           | -           | -           | 27     | 4      |
| 2019-2020           | Aberdeen            | SP                  | 18         | 3          | SC+CdL          | 4+2             | 0               | UEL                | 1                  | 0                  | -           | -           | -           | 25     | 3      |
| 2020-2021           | Aberdeen            | SP                  | 27         | 0          | SC+CdL          | 2+0             | 0               | UEL                | 0                  | 0                  | -           | -           | -           | 29     | 0      |
| 2021-2022           | Aberdeen            | SP                  | 19         | 0          | SC+CdL          | 0+1             | 0               | UECL               | 5                  | 1                  | -           | -           | -           | 25     | 1      |
| Totale Aberdeen     | Totale Aberdeen     | Totale Aberdeen     | 86         | 6          |                 | 15              | 1               |                    | 6                  | 1                  |             | -           | -           | 107    | 8      |
| Totale carriera     | Totale carriera     | Totale carriera     | 102        | 8          |                 | 15              | 1               |                    | 6                  | 1                  |             | -           | -           | 123    | 10     |